# Campeonato Suíço de Patinação Artística no Gelo
O Campeonato Suíço de Patinação Artística no Gelo (em alemão:  Schweizermeisterschaften Elite Kunstlaufen und Eistanzen, em francês:  Championnats Suisses Elite Patinage Artistique et Danse sur Glace) é uma competição nacional anual de patinação artística no gelo da Suíça. Os patinadores disputam as provas do individual masculino, individual feminino, duplas e dança no gelo.
A competição determina os campeões nacionais e os representantes da Suíça em competições internacionais como Campeonato Mundial, Campeonato Mundial Júnior, Campeonato Europeu e os Jogos Olímpicos de Inverno.

## Edições
| Ano          | Edição               | Cidade sede          | Sênior               | Sênior               | Sênior               | Sênior               |
| Ano          | Edição               | Cidade sede          | M                    | F                    | P                    | D                    |
| ------------ | -------------------- | -------------------- | -------------------- | -------------------- | -------------------- | -------------------- |
| 1919         | 1.ª                  | St. Moritz           | •                    | –                    | –                    | –                    |
| 1920         | Não houve competição | Não houve competição | Não houve competição | Não houve competição | Não houve competição | Não houve competição |
| 1921         | 2.ª                  | St. Moritz           | •                    | –                    | –                    | –                    |
| 1922– 1923   | Não houve competição | Não houve competição | Não houve competição | Não houve competição | Não houve competição | Não houve competição |
| 1924         | 3.ª                  | St. Moritz           | •                    | –                    | –                    | –                    |
| 1925         | Não houve competição | Não houve competição | Não houve competição | Não houve competição | Não houve competição | Não houve competição |
| 1926         | 4.ª                  | Davos                | •                    | –                    | –                    | –                    |
| 1927         | 5.ª                  | St. Moritz           | •                    | –                    | –                    | –                    |
| 1928– 1930   | Não houve competição | Não houve competição | Não houve competição | Não houve competição | Não houve competição | Não houve competição |
| 1930–31      | 6.ª                  | Zurique              | •                    | •                    | –                    | –                    |
| 1931–32      | 7.ª                  | Zurique              | •                    | •                    | –                    | –                    |
| 1932–33      | 8.ª                  | Engelberg            | •                    | •                    | •                    | –                    |
| 1933–34      | 9.ª                  | Berna                | •                    | •                    | •                    | –                    |
| 1934–35      | 10.ª                 | Basileia             | •                    | •                    | •                    | –                    |
| 1935–36      | 11.ª                 | Arosa                | •                    | •                    | •                    | –                    |
| 1936–37      | 12.ª                 | Davos                | •                    | •                    | •                    | –                    |
| 1937–38      | 13.ª                 | Berna                | •                    | •                    | •                    | –                    |
| 1938–39      | 14.ª                 | Arosa                | •                    | •                    | •                    | –                    |
| 1939–40      | 15.ª                 | Arosa                | •                    | •                    | •                    | –                    |
| 1940–41      | 16.ª                 | Glarona              | •                    | •                    | •                    | –                    |
| 1941–42      | 17.ª                 | Arosa                | •                    | •                    | •                    | –                    |
| 1942–43      | 18.ª                 | Lausana              | •                    | •                    | •                    | –                    |
| 1943–44      | 19.ª                 | Davos                | •                    | •                    | •                    | –                    |
| 1944–45      | 20.ª                 | Zurique              | •                    | •                    | •                    | –                    |
| 1945–46      | 21.ª                 | Davos                | •                    | •                    | •                    | –                    |
| 1946–47      | 22.ª                 | Arosa                | •                    | •                    | •                    | –                    |
| 1947–48      | 23.ª                 | Davos                | •                    | •                    | •                    | –                    |
| 1948–49      | 24.ª                 | Lausana              | •                    | •                    | •                    | –                    |
| 1949–50      | 25.ª                 | Basileia             | •                    | •                    | •                    | –                    |
| 1950–51      | 26.ª                 | Klosters-Serneus     | •                    | •                    | •                    | –                    |
| 1951–52      | 27.ª                 | Flims                | •                    | •                    | •                    | –                    |
| 1952–53      | 28.ª                 | Arosa                | •                    | •                    | •                    | –                    |
| 1953–54      | 29.ª                 | Villars              | •                    | •                    | •                    | –                    |
| 1954–55      | 30.ª                 | Flims                | •                    | •                    | •                    | –                    |
| 1955–56      | 31.ª                 | Basileia             | •                    | •                    | •                    | –                    |
| 1956–57      | 32.ª                 | Arosa                | •                    | •                    | •                    | –                    |
| 1957–58      | 33.ª                 | Zurique              | •                    | •                    | •                    | –                    |
| 1958–59      | 34.ª                 | Lausana              | •                    | •                    | •                    | –                    |
| 1959–60      | 35.ª                 | Winterthur           | •                    | •                    | •                    | –                    |
| 1960–61      | 36.ª                 | Arosa                | •                    | •                    | •                    | •                    |
| 1961–62      | 37.ª                 | Neuchâtel            | •                    | •                    | •                    | •                    |
| 1962–63      | 38.ª                 | Zurique              | •                    | •                    | •                    | •                    |
| 1963–64      | 39.ª                 | Winterthur           | •                    | •                    | •                    | •                    |
| 1964–65      | 40.ª                 | Genebra              | •                    | •                    | •                    | –                    |
| 1965–66      | 41.ª                 | Lucerna              | •                    | •                    | •                    | •                    |
| 1966–67      | 42.ª                 | Basileia             | •                    | •                    | •                    | •                    |
| 1967–68      | 43.ª                 | Zurique              | •                    | •                    | •                    | •                    |
| 1968–69      | 44.ª                 | Lausana              | •                    | •                    | •                    | •                    |
| 1969–70      | 45.ª                 | Winterthur           | •                    | •                    | •                    | •                    |
| 1970–71      | 46.ª                 | St. Gallen           | •                    | •                    | •                    | •                    |
| 1971–72      | 47.ª                 | Berna                | •                    | •                    | •                    | •                    |
| 1972–73      | 48.ª                 | Basileia             | •                    | •                    | •                    | •                    |
| 1973–74      | 49.ª                 | Genebra              | –                    | •                    | •                    | •                    |
| 1974–75      | 50.ª                 | Villars              | –                    | •                    | •                    | •                    |
| 1975–76      | 51.ª                 | Berna                | •                    | •                    | •                    | •                    |
| 1976–77      | 52.ª                 | La Chaux-de-Fonds    | •                    | •                    | •                    | –                    |
| 1977–78      | 53.ª                 | Herisau              | •                    | •                    | •                    | •                    |
| 1978–79      | 54.ª                 | Aarau                | •                    | •                    | •                    | •                    |
| 1979–80      | 55.ª                 | Berna                | •                    | •                    | •                    | •                    |
| 1980–81      | 56.ª                 | Lausana              | •                    | •                    | •                    | •                    |
| 1981–82      | 57.ª                 | Zurique              | •                    | •                    | •                    | •                    |
| 1982–83      | 58.ª                 | Arosa                | •                    | •                    | •                    | •                    |
| 1983–84      | 59.ª                 | Genebra              | •                    | •                    | •                    | •                    |
| 1984–85      | 60.ª                 | Lausana              | •                    | •                    | –                    | •                    |
| 1985–86      | 61.ª                 | Porrentruy           | •                    | •                    | –                    | •                    |
| 1986–87      | 62.ª                 | Berna                | •                    | •                    | –                    | •                    |
| 1987–88      | 63.ª                 | Lucerna              | •                    | •                    | •                    | •                    |
| 1988–89      | 64.ª                 | Zurique-Oerlikon     | •                    | •                    | •                    | •                    |
| 1989–90      | 65.ª                 | Lausana              | •                    | •                    | •                    | •                    |
| 1990–91      | 66.ª                 | Olten                | •                    | •                    | •                    | •                    |
| 1991–92      | 67.ª                 | Monthey              | •                    | •                    | •                    | •                    |
| 1992–93      | 68.ª                 | Berna                | •                    | •                    | •                    | •                    |
| 1993–94      | 69.ª                 | Neuchâtel            | •                    | •                    | •                    | •                    |
| 1994–95      | 70.ª                 | Davos                | •                    | •                    | –                    | •                    |
| 1995–96      | 71.ª                 | Lugano               | •                    | •                    | –                    | •                    |
| 1996–97      | 72.ª                 | Grindelwald          | •                    | •                    | –                    | •                    |
| 1997–98      | 73.ª                 | Schaffhausen         | •                    | •                    | –                    | •                    |
| 1998–99      | 74.ª                 | Lausana              | •                    | •                    | –                    | •                    |
| 1999–00      | 75.ª                 | Lugano               | •                    | •                    | –                    | •                    |
| 2000–01      | 76.ª                 | Genebra              | •                    | •                    | –                    | •                    |
| 2001–02      | 77.ª                 | Zurique-Oerlikon     | •                    | •                    | –                    | •                    |
| 2002–03      | 78.ª                 | Zug                  | •                    | •                    | –                    | –                    |
| 2003–04      | 79.ª                 | Neuchâtel            | •                    | •                    | –                    | –                    |
| 2004–05      | 80.ª                 | Lausana              | •                    | •                    | –                    | •                    |
| 2005–06      | 81.ª                 | Biasca               | •                    | •                    | –                    | •                    |
| 2006–07      | 82.ª                 | Genebra              | •                    | •                    | –                    | •                    |
| 2007–08      | 83.ª                 | Winterthur           | •                    | •                    | •                    | •                    |
| 2008–09      | 84.ª                 | La Chaux-de-Fonds    | •                    | •                    | •                    | •                    |
| 2009–10      | 85.ª                 | Lugano               | •                    | •                    | •                    | •                    |
| 2010–11      | 86.ª                 | Zug                  | •                    | •                    | •                    | •                    |
| 2011–12      | 87.ª                 | Basileia             | •                    | •                    | •                    | •                    |
| 2012–13      | 88.ª                 | Genebra              | •                    | •                    | –                    | •                    |
| 2013–14      | 89.ª                 | La Chaux-de-Fonds    | •                    | •                    | •                    | •                    |
| 2014–15      | 90.ª                 | Lugano               | •                    | •                    | •                    | •                    |
| 2015–16      | 91.ª                 | Prilly               | •                    | •                    | •                    | •                    |
| 2016–17      | 92.ª                 | Lucerna              | •                    | •                    | •                    | •                    |
| Referências: |                      |                      |                      |                      |                      |                      |

## Lista de medalhistas

### Individual masculino
| Evento                               | Ouro                                      | Prata                                     | Bronze                                    |
| St. Moritz 1919 (detalhes)           | Alfred Mégroz                             |                                           |                                           |
| 1920                                 | Não houve competição                      | Não houve competição                      | Não houve competição                      |
| St. Moritz 1921 (detalhes)           | Alfred Mégroz                             |                                           |                                           |
| 1922–1923                            | Não houve competição                      | Não houve competição                      | Não houve competição                      |
| St. Moritz 1924 (detalhes)           | Alfred Mégroz                             |                                           |                                           |
| 1925                                 | Não houve competição                      | Não houve competição                      | Não houve competição                      |
| Davos 1926 (detalhes)                | Georges Gautschi                          |                                           |                                           |
| St. Moritz 1927 (detalhes)           | Georges Gautschi                          |                                           |                                           |
| 1928–1930                            | Não houve competição                      | Não houve competição                      | Não houve competição                      |
| Zurique 1930–31 (detalhes)           | Georges Gautschi                          |                                           |                                           |
| Zurique 1931–32 (detalhes)           | Heinz Cattani                             |                                           |                                           |
| Engelberg 1932–33 (detalhes)         | Ernst Keller                              |                                           |                                           |
| Berna 1933–34 (detalhes)             | Ernst Keller                              |                                           |                                           |
| Basileia 1934–35 (detalhes)          | Lucian Büeler                             |                                           |                                           |
| Arosa 1935–36 (detalhes)             | Lucian Büeler                             |                                           |                                           |
| Davos 1936–37 (detalhes)             | Lucian Büeler                             | E. Fenner                                 | C. Rima                                   |
| Berna 1937–38 (detalhes)             | Hans Gerschwiler                          |                                           |                                           |
| Arosa 1938–39 (detalhes)             | Hans Gerschwiler                          |                                           |                                           |
| Arosa 1939–40 (detalhes)             | Karl Enderlin                             |                                           |                                           |
| Glarus 1940–41 (detalhes)            | Karl Enderlin                             |                                           |                                           |
| Arosa 1941–42 (detalhes)             | Karl Enderlin                             |                                           |                                           |
| Lausana 1942–43 (detalhes)           | Fritz Dürst                               |                                           |                                           |
| Davos 1943–44 (detalhes)             | Kurt Sönning                              |                                           |                                           |
| Zurique 1944–45 (detalhes)           | Karl Enderlin                             |                                           |                                           |
| Davos 1945–46 (detalhes)             | Hans Gerschwiler                          |                                           |                                           |
| Arosa 1946–47 (detalhes)             | Hans Gerschwiler                          |                                           |                                           |
| Davos 1947–48 (detalhes)             | Hans Gerschwiler                          |                                           |                                           |
| Lausana 1948–49 (detalhes)           | Kurt Sönning                              |                                           |                                           |
| Basileia 1949–50 (detalhes)          | Kurt Sönning                              |                                           |                                           |
| Klosters 1950–51 (detalhes)          | François Pache                            |                                           |                                           |
| Flims 1951–52 (detalhes)             | François Pache                            |                                           |                                           |
| Arosa 1952–53 (detalhes)             | Hubert Köpfler                            |                                           |                                           |
| Villars 1953–54 (detalhes)           | François Pache                            |                                           |                                           |
| Flims 1954–55 (detalhes)             | Hans Müller                               |                                           |                                           |
| Basileia 1955–56 (detalhes)          | François Pache                            |                                           |                                           |
| Arosa 1956–57 (detalhes)             | Hubert Köpfler                            |                                           |                                           |
| Zurique 1957–58 (detalhes)           | François Pache                            |                                           |                                           |
| Lausana 1958–59 (detalhes)           | Hubert Köpfler                            |                                           |                                           |
| Winterthur 1959–60 (detalhes)        | Hubert Köpfler                            |                                           |                                           |
| Arosa 1960–61 (detalhes)             | Hubert Köpfler                            |                                           |                                           |
| Neuchâtel 1961–62 (detalhes)         | François Pache                            |                                           |                                           |
| Zurique 1962–63 (detalhes)           | Markus Germann                            |                                           |                                           |
| Winterthur 1963–64 (detalhes)        | Markus Germann                            |                                           |                                           |
| Genebra 1964–65 (detalhes)           | Hans-Jürg Studer                          |                                           |                                           |
| Luzern 1965–66 (detalhes)            | Hans-Jürg Studer                          |                                           |                                           |
| Basileia 1966–67 (detalhes)          | Daniel Höner                              |                                           |                                           |
| Zurique 1967–68 (detalhes)           | Daniel Höner                              |                                           |                                           |
| Lausana 1968–69 (detalhes)           | Daniel Höner                              |                                           |                                           |
| Winterthur 1969–70 (detalhes)        | Daniel Höner                              |                                           |                                           |
| St. Gallen 1970–71 (detalhes)        | Daniel Höner                              |                                           |                                           |
| Berna 1971–72 (detalhes)             | Daniel Höner                              |                                           |                                           |
| Basileia 1972–73 (detalhes)          | Daniel Höner                              |                                           |                                           |
| 1973–75                              | Não houve disputa do individual masculino | Não houve disputa do individual masculino | Não houve disputa do individual masculino |
| Berna 1975–76 (detalhes)             | Martin Sochor                             |                                           |                                           |
| La Chaux-de-Fonds 1976–77 (detalhes) | Richard Furrer                            |                                           |                                           |
| Herisau 1977–78 (detalhes)           | Daniel Fürer                              |                                           |                                           |
| Aarau 1978–79 (detalhes)             | Oliver Höner                              |                                           |                                           |
| Berna 1979–80 (detalhes)             | Oliver Höner                              |                                           |                                           |
| Lausana 1980–81 (detalhes)           | Richard Furrer                            |                                           |                                           |
| Zurique 1981–82 (detalhes)           | Oliver Höner                              |                                           |                                           |
| Arosa 1982–83 (detalhes)             | Richard Furrer                            |                                           |                                           |
| Genebra 1983–84 (detalhes)           | Oliver Höner                              |                                           |                                           |
| Lausana 1984–85 (detalhes)           | Oliver Höner                              |                                           |                                           |
| Porrentruy 1985–86 (detalhes)        | Oliver Höner                              |                                           |                                           |
| Berna 1986–87 (detalhes)             | Oliver Höner                              |                                           |                                           |
| Luzern 1987–88 (detalhes)            | Oliver Höner                              |                                           |                                           |
| Zurique-Oerlikon 1988–89 (detalhes)  | Oliver Höner                              |                                           |                                           |
| Lausana 1989–90 (detalhes)           | Oliver Höner                              |                                           |                                           |
| Olten 1990–91 (detalhes)             | Oliver Höner                              |                                           |                                           |
| Monthey 1991–92 (detalhes)           | Patrick Meier                             |                                           |                                           |
| Berna 1992–93 (detalhes)             | Nicolas Binz                              |                                           |                                           |
| Neuchâtel 1993–94 (detalhes)         | Patrick Meier                             |                                           |                                           |
| Davos 1994–95 (detalhes)             | Marius Negrea                             |                                           |                                           |
| Lugano 1995–96 (detalhes)            | Patrick Meier                             |                                           |                                           |
| Grindelwald 1996–97 (detalhes)       | Patrick Meier                             |                                           |                                           |
| Schaffhausen 1997–98 (detalhes)      | Patrick Meier                             | Oscar Peter                               | Nicolas Binz                              |
| Lausana 1998–99 (detalhes)           | Patrick Meier                             | Oscar Peter                               | nenhum outro competidor                   |
| Lugano 1999–00 (detalhes)            | Patrick Meier                             | Oscar Peter                               | nenhum outro competidor                   |
| Genebra 2000–01 (detalhes)           | Stéphane Lambiel                          | Patrick Meier                             | Oscar Peter                               |
| Zurique-Oerlikon 2001–02 (detalhes)  | Stéphane Lambiel                          | Jamal Othman                              | Oscar Peter                               |
| Zug 2002–03 (detalhes)               | Stéphane Lambiel                          | Raphaël Bohren                            | Oscar Peter                               |
| Neuchâtel 2003–04 (detalhes)         | Stéphane Lambiel                          | Patrick Meier                             | Jamal Othman                              |
| Lausana 2004–05 (detalhes)           | Stéphane Lambiel                          | Jamal Othman                              | Moris Pfeifhofer                          |
| Biasca 2005–06 (detalhes)            | Stéphane Lambiel                          | Jamal Othman                              | Raphaël Bohren                            |
| Genebra 2006–07 (detalhes)           | Stéphane Lambiel                          | Jamal Othman                              | Moris Pfeifhofer                          |
| Winterthur 2007–08 (detalhes)        | Stéphane Lambiel                          | Moris Pfeifhofer                          | Jamal Othman                              |
| La Chaux-de-Fonds 2008–09 (detalhes) | Jamal Othman                              | Tomi Pulkkinen                            | Mikael Redin                              |
| Lugano 2009–10 (detalhes)            | Stéphane Lambiel                          | Jamal Othman                              | Mikael Redin                              |
| Zug 2010–11 (detalhes)               | Mikael Redin                              | Laurent Alvarez                           | Stéphane Walker                           |
| Basileia 2011–12 (detalhes)          | Laurent Alvarez                           | Stéphane Walker                           | Mikael Redin                              |
| Genebra 2012–13 (detalhes)           | Stéphane Walker                           | Nicolas Dubois                            | Mikael Redin                              |
| La Chaux-de-Fonds 2013–14 (detalhes) | Stéphane Walker                           | Mikael Redin                              | Nicola Todeschini                         |
| Lugano 2014–15 (detalhes)            | Nicola Todeschini                         | Vincent Cuérel                            | Nicolas Dubois                            |
| Prilly 2015–16 (detalhes)            | Stéphane Walker                           | Nicola Todeschini                         | Nicolas Dubois                            |
| Lucerna 2016–17 (detalhes)           | Stéphane Walker                           | Lukas Britschgi                           | Nurullah Sahaka                           |

### Individual feminino
| Evento                               | Ouro              | Prata              | Bronze             |
| Zurique 1930–31 (detalhes)           | Edith Gautschi    |                    |                    |
| Zurique 1931–32 (detalhes)           | Edith Gautschi    |                    |                    |
| Engelberg 1932–33 (detalhes)         | Guldborg Sjuresen |                    |                    |
| Berna 1933–34 (detalhes)             | Guldborg Sjuresen |                    |                    |
| Basileia 1934–35 (detalhes)          | Angela Anderes    |                    |                    |
| Arosa 1935–36 (detalhes)             | Angela Anderes    |                    |                    |
| Davos 1936–37 (detalhes)             | Angela Anderes    | Hertha Frey-Dexler | Inge Manger        |
| Berna 1937–38 (detalhes)             | Inge Manger       |                    |                    |
| Arosa 1938–39 (detalhes)             | Angela Anderes    |                    |                    |
| Arosa 1939–40 (detalhes)             | Angela Anderes    |                    |                    |
| Glarus 1940–41 (detalhes)            | Ilse Schottlander |                    |                    |
| Arosa 1941–42 (detalhes)             | Ursula Arnold     |                    |                    |
| Lausana 1942–43 (detalhes)           | Doris Blanc       |                    |                    |
| Davos 1943–44 (detalhes)             | Ursula Arnold     |                    |                    |
| Zurique 1944–45 (detalhes)           | Maja Hug          |                    |                    |
| Davos 1945–46 (detalhes)             | Maja Hug          |                    |                    |
| Arosa 1946–47 (detalhes)             | Maja Hug          |                    |                    |
| Davos 1947–48 (detalhes)             | Maja Hug          |                    |                    |
| Lausana 1948–49 (detalhes)           | Maja Hug          |                    |                    |
| Basileia 1949–50 (detalhes)          | Maja Hug          |                    |                    |
| Klosters 1950–51 (detalhes)          | Yolande Jobin     |                    |                    |
| Flims 1951–52 (detalhes)             | Susi Wirz         |                    |                    |
| Arosa 1952–53 (detalhes)             | Doris Zerbe       |                    |                    |
| Villars 1953–54 (detalhes)           | Georgette Fischer |                    |                    |
| Flims 1954–55 (detalhes)             | Georgette Fischer |                    |                    |
| Basileia 1955–56 (detalhes)          | Alice Fischer     |                    |                    |
| Arosa 1956–57 (detalhes)             | Alice Fischer     |                    |                    |
| Zurique 1957–58 (detalhes)           | Rita Müller       |                    |                    |
| Lausana 1958–59 (detalhes)           | Liliane Crosa     |                    |                    |
| Winterthur 1959–60 (detalhes)        | Liliane Crosa     |                    |                    |
| Arosa 1960–61 (detalhes)             | Fränzi Schmidt    |                    |                    |
| Neuchâtel 1961–62 (detalhes)         | Fränzi Schmidt    |                    |                    |
| Zurique 1962–63 (detalhes)           | Dorette Bek       |                    |                    |
| Winterthur 1963–64 (detalhes)        | Fränzi Schmidt    |                    |                    |
| Genebra 1964–65 (detalhes)           | Pia Zürcher       |                    |                    |
| Luzern 1965–66 (detalhes)            | Pia Zürcher       |                    |                    |
| Basileia 1966–67 (detalhes)          | Pia Zürcher       |                    |                    |
| Zurique 1967–68 (detalhes)           | Charlotte Walter  |                    |                    |
| Lausana 1968–69 (detalhes)           | Charlotte Walter  |                    |                    |
| Winterthur 1969–70 (detalhes)        | Charlotte Walter  |                    |                    |
| St. Gallen 1970–71 (detalhes)        | Charlotte Walter  |                    |                    |
| Berna 1971–72 (detalhes)             | Charlotte Walter  |                    |                    |
| Basileia 1972–73 (detalhes)          | Karin Iten        |                    |                    |
| Genebra 1973–74 (detalhes)           | Karin Iten        |                    |                    |
| Villars 1974–75 (detalhes)           | Karin Iten        |                    |                    |
| Berna 1975–76 (detalhes)             | Danielle Rieder   |                    | Denise Biellmann   |
| La Chaux-de-Fonds 1976–77 (detalhes) | Danielle Rieder   | Denise Biellmann   |                    |
| Herisau 1977–78 (detalhes)           | Danielle Rieder   | Denise Biellmann   |                    |
| Aarau 1978–79 (detalhes)             | Denise Biellmann  |                    |                    |
| Berna 1979–80 (detalhes)             | Denise Biellmann  |                    |                    |
| Lausana 1980–81 (detalhes)           | Denise Biellmann  |                    |                    |
| Zurique 1981–82 (detalhes)           | Myriam Oberwiler  |                    |                    |
| Arosa 1982–83 (detalhes)             | Sandra Cariboni   |                    |                    |
| Genebra 1983–84 (detalhes)           | Myriam Oberwiler  |                    |                    |
| Lausana 1984–85 (detalhes)           | Claudia Villiger  |                    |                    |
| Porrentruy 1985–86 (detalhes)        | Claudia Villiger  |                    |                    |
| Berna 1986–87 (detalhes)             | Claudia Villiger  |                    |                    |
| Luzern 1987–88 (detalhes)            | Stéfanie Schmid   |                    |                    |
| Zurique-Oerlikon 1988–89 (detalhes)  | Stéfanie Schmid   |                    |                    |
| Lausana 1989–90 (detalhes)           | Michèle Claret    |                    |                    |
| Olten 1990–91 (detalhes)             | Sabrina Tschudi   |                    |                    |
| Monthey 1991–92 (detalhes)           | Nicole Skoda      |                    |                    |
| Berna 1992–93 (detalhes)             | Nathalie Krieg    |                    |                    |
| Neuchâtel 1993–94 (detalhes)         | Nathalie Krieg    |                    |                    |
| Davos 1994–95 (detalhes)             | Janine Bur        |                    | Lucinda Ruh        |
| Lugano 1995–96 (detalhes)            | Lucinda Ruh       |                    |                    |
| Grindelwald 1996–97 (detalhes)       | Anina Fivian      | Lucinda Ruh        |                    |
| Schaffhausen 1997–98 (detalhes)      | Anina Fivian      | Lucinda Ruh        | Christel Borghi    |
| Lausana 1998–99 (detalhes)           | Christel Borghi   | Sarah Meier        | Lucinda Ruh        |
| Lugano 1999–00 (detalhes)            | Sarah Meier       | Kimena Brog-Meier  | Nicole Skoda       |
| Genebra 2000–01 (detalhes)           | Sarah Meier       | Kimena Brog-Meier  | Simone Walthard    |
| Zurique-Oerlikon 2001–02 (detalhes)  | Kimena Brog-Meier | Viviane Käser      | Roberta Piazzini   |
| Zug 2002–03 (detalhes)               | Sarah Meier       | Kimena Brog-Meier  | Corinne Djoungong  |
| Neuchâtel 2003–04 (detalhes)         |                   |                    |                    |
| Lausana 2004–05 (detalhes)           | Sarah Meier       | Kimena Brog-Meier  | Cindy Carquillat   |
| Biasca 2005–06 (detalhes)            | Sarah Meier       | Bettina Heim       | Cindy Carquillat   |
| Genebra 2006–07 (detalhes)           | Sarah Meier       | Bettina Heim       | Myriam Leuenberger |
| Winterthur 2007–08 (detalhes)        | Sarah Meier       | Viviane Käser      | Noémie Silberer    |
| La Chaux-de-Fonds 2008–09 (detalhes) | Nicole Graf       | Romy Bühler        | Noémie Silberer    |
| Lugano 2009–10 (detalhes)            | Sarah Meier       | Bettina Heim       | Romy Bühler        |
| Zug 2010–11 (detalhes)               | Bettina Heim      | Romy Bühler        | Myriam Leuenberger |
| Zug 2011–12 (detalhes)               | Romy Bühler       | Myriam Leuenberger | Nicole Graf        |
| Genebra 2012–13 (detalhes)           | Tina Stürzinger   | Anna Ovcharova     | Nicole Graf        |
| La Chaux-de-Fonds 2013–14 (detalhes) | Anna Ovcharova    | Tanja Odermatt     | Tina Stürzinger    |
| Lugano 2014–15 (detalhes)            | Eveline Brunner   | Anna Ovcharova     | Tanja Odermatt     |
| Prilly 2015–16 (detalhes)            | Tanja Odermatt    | Shaline Rüegger    | Yasmine Yamada     |
| Lucerna 2016–17 (detalhes)           | Yasmine Yamada    | Yoonmi Lehmann     | Jérômie Repond     |

### Duplas
| Evento                               | Ouro                                | Prata                               | Bronze                      |
| Engelberg 1932–33 (detalhes)         | Frl. Streuli E. Keller              |                                     |                             |
| Berna 1933–34 (detalhes)             | Frl. Hauser E. Keller               |                                     |                             |
| Basileia 1934–35 (detalhes)          | Frl. Klasi S. Steiger               |                                     |                             |
| Arosa 1935–36 (detalhes)             | Pierette Dubois Paul Dubois         |                                     |                             |
| Davos 1936–37 (detalhes)             | Pierette Dubois Paul Dubois         | H. Schilling H. Beyeler             |                             |
| Berna 1937–38 (detalhes)             | Pierette Dubois Paul Dubois         |                                     |                             |
| Arosa 1938–39 (detalhes)             | Pierette Dubois Paul Dubois         |                                     |                             |
| Arosa 1939–40 (detalhes)             | Pierette Dubois Paul Dubois         |                                     |                             |
| Glarus 1940–41 (detalhes)            | Pierette Dubois Paul Dubois         |                                     |                             |
| Arosa 1941–42 (detalhes)             | Pierette Dubois Paul Dubois         |                                     |                             |
| Lausana 1942–43 (detalhes)           | Pierette Dubois Paul Dubois         |                                     |                             |
| Davos 1943–44 (detalhes)             | Pierette Dubois Paul Dubois         |                                     |                             |
| Zurique 1944–45 (detalhes)           | Pierette Dubois Paul Dubois         |                                     |                             |
| Davos 1945–46 (detalhes)             | Luny Unold Hans Kuster              |                                     |                             |
| Arosa 1946–47 (detalhes)             | Luny Unold Hans Kuster              |                                     |                             |
| Davos 1947–48 (detalhes)             | Luny Unold Hans Kuster              |                                     |                             |
| Lausana 1948–49 (detalhes)           | Eliane Steinemann André Calame      |                                     |                             |
| Basileia 1949–50 (detalhes)          | Eliane Steinemann André Calame      |                                     |                             |
| Klosters 1950–51 (detalhes)          | Eliane Steinemann André Calame      |                                     |                             |
| Flims 1951–52 (detalhes)             | Silvia Grandjean Michel Grandjean   |                                     |                             |
| Arosa 1952–53 (detalhes)             | Silvia Grandjean Michel Grandjean   |                                     |                             |
| Villars 1953–54 (detalhes)           | Silvia Grandjean Michel Grandjean   |                                     |                             |
| Flims 1954–55 (detalhes)             | Susy Holstein Willy Wahl            |                                     |                             |
| Basileia 1955–56 (detalhes)          | Susy Holstein Willy Wahl            |                                     |                             |
| Arosa 1956–57 (detalhes)             | Gerda Johner Rüdi Johner            |                                     |                             |
| Zurique 1957–58 (detalhes)           | Gerda Johner Rüdi Johner            |                                     |                             |
| Lausana 1958–59 (detalhes)           | Gerda Johner Rüdi Johner            |                                     |                             |
| Winterthur 1959–60 (detalhes)        | Gerda Johner Rüdi Johner            |                                     |                             |
| Arosa 1960–61 (detalhes)             | Gerda Johner Rüdi Johner            |                                     |                             |
| Neuchâtel 1961–62 (detalhes)         | Gerda Johner Rüdi Johner            |                                     |                             |
| Zurique 1962–63 (detalhes)           | Gerda Johner Rüdi Johner            |                                     |                             |
| Winterthur 1963–64 (detalhes)        | Gerda Johner Rüdi Johner            |                                     |                             |
| Genebra 1964–65 (detalhes)           | Gerda Johner Rüdi Johner            |                                     |                             |
| Luzern 1965–66 (detalhes)            | Monique Mathis Yves Aellig          |                                     |                             |
| Basileia 1966–67 (detalhes)          | Mona Szabo Peter Szabo              |                                     |                             |
| Zurique 1967–68 (detalhes)           | Mona Szabo Peter Szabo              |                                     |                             |
| Lausana 1968–69 (detalhes)           | Edith Sperl Heinz Wirz              |                                     |                             |
| Winterthur 1969–70 (detalhes)        | Karin Künzle Christian Künzle       |                                     |                             |
| St. Gallen 1970–71 (detalhes)        | Karin Künzle Christian Künzle       |                                     |                             |
| Berna 1971–72 (detalhes)             | Karin Künzle Christian Künzle       |                                     |                             |
| Basileia 1972–73 (detalhes)          | Karin Künzle Christian Künzle       |                                     |                             |
| Genebra 1973–74 (detalhes)           | Karin Künzle Christian Künzle       |                                     |                             |
| Villars 1974–75 (detalhes)           | Karin Künzle Christian Künzle       |                                     |                             |
| Berna 1975–76 (detalhes)             | Karin Künzle Christian Künzle       |                                     |                             |
| La Chaux-de-Fonds 1976–77 (detalhes) | Chantal Zürcher Paul Huber          |                                     |                             |
| Herisau 1977–78 (detalhes)           | Gaby Glambos Jürg Galambos          |                                     |                             |
| Aarau 1978–79 (detalhes)             | Christine Eicher Paul Huber         |                                     |                             |
| Berna 1979–80 (detalhes)             | Danielle Rieder Paul Huber          |                                     |                             |
| Lausana 1980–81 (detalhes)           | Gaby Glambos Jürg Galambos          |                                     |                             |
| Zurique 1981–82 (detalhes)           | Gaby Glambos Jürg Galambos          |                                     |                             |
| Arosa 1982–83 (detalhes)             | Título vago                         |                                     |                             |
| Genebra 1983–84 (detalhes)           | Gaby Glambos Jürg Galambos          |                                     |                             |
| 1984–87                              | Não houve disputa de duplas         | Não houve disputa de duplas         | Não houve disputa de duplas |
| Luzern 1987–88 (detalhes)            | Saskia Bourgeois Guy Bourgeois      |                                     |                             |
| Zurique-Oerlikon 1988–89 (detalhes)  | Saskia Bourgeois Guy Bourgeois      |                                     |                             |
| Lausana 1989–90 (detalhes)           | Saskia Bourgeois Guy Bourgeois      |                                     |                             |
| Olten 1990–91 (detalhes)             | Saskia Bourgeois Guy Bourgeois      |                                     |                             |
| Monthey 1991–92 (detalhes)           | Leslie Monod Cédric Monod           |                                     |                             |
| Berna 1992–93 (detalhes)             | Leslie Monod Cédric Monod           |                                     |                             |
| Neuchâtel 1993–94 (detalhes)         | Leslie Monod Cédric Monod           |                                     |                             |
| 1994–07                              | Não houve disputa de duplas         | Não houve disputa de duplas         | Não houve disputa de duplas |
| Winterthur 2007–08 (detalhes)        | Anaïs Morand Antoine Dorsaz         | nenhum outro competidor             | nenhum outro competidor     |
| La Chaux-de-Fonds 2008–09 (detalhes) | Anaïs Morand Antoine Dorsaz         | nenhum outro competidor             | nenhum outro competidor     |
| Lugano 2009–10 (detalhes)            | Anaïs Morand Antoine Dorsaz         | nenhum outro competidor             | nenhum outro competidor     |
| Zug 2010–11 (detalhes)               | Anaïs Morand Timothy Leemann        | nenhum outro competidor             | nenhum outro competidor     |
| Basileia 2011–12 (detalhes)          | Anaïs Morand Timothy Leemann        | nenhum outro competidor             | nenhum outro competidor     |
| 2012–13                              | Não houve disputa de duplas         | Não houve disputa de duplas         | Não houve disputa de duplas |
| La Chaux-de-Fonds 2013–14 (detalhes) | Méline Habechian Noah Scherer       | Alexandra Herbríková Nicolas Roulet | nenhum outro competidor     |
| Lugano 2014–15 (detalhes)            | Alexandra Herbríková Nicolas Roulet | nenhum outro competidor             | nenhum outro competidor     |
| Prilly 2015–16 (detalhes)            | Alexandra Herbríková Nicolas Roulet | Ioulia Chtchetinina Noah Scherer    | nenhum outro competidor     |
| Lucerna 2016–17 (detalhes)           | Ioulia Chtchetinina Noah Scherer    | Alexandra Herbríková Nicolas Roulet | nenhum outro competidor     |

### Dança no gelo
| Evento                               | Ouro                                     | Prata                                 | Bronze                      |
| Arosa 1960–61 (detalhes)             | Marlyse Fornachon Charly Pichard         |                                       |                             |
| Neuchâtel 1961–62 (detalhes)         | Marlyse Fornachon Charly Pichard         |                                       |                             |
| Zurique 1962–63 (detalhes)           | Marlyse Fornachon Charly Pichard         |                                       |                             |
| Winterthur 1963–64 (detalhes)        | Rosmarie Lerf Roland Wehinger            |                                       |                             |
| 1964–65                              | Não houve disputa de duplas              | Não houve disputa de duplas           | Não houve disputa de duplas |
| Luzern 1965–66 (detalhes)            | Rosmarie Lerf Roland Wehinger            |                                       |                             |
| Basileia 1966–67 (detalhes)          | Rosmarie Lerf Roland Wehinger            |                                       |                             |
| Zurique 1967–68 (detalhes)           | Margrith Roggwiller Eugen Jost           |                                       |                             |
| Lausana 1968–69 (detalhes)           | Christiane Dällenbach Léo Barblan        |                                       |                             |
| Winterthur 1969–70 (detalhes)        | Tania Grossen Alexander Grossen          |                                       |                             |
| St. Gallen 1970–71 (detalhes)        | Tania Grossen Alexander Grossen          |                                       |                             |
| Berna 1971–72 (detalhes)             | Silvia Bodmer Beat Steib                 |                                       |                             |
| Basileia 1972–73 (detalhes)          | Gerda Bühler Mathis Bächi                |                                       |                             |
| Genebra 1973–74 (detalhes)           | Gerda Bühler Mathis Bächi                |                                       |                             |
| Villars 1974–75 (detalhes)           | Gerda Bühler Maxime Erlanger             |                                       |                             |
| Berna 1975–76 (detalhes)             | Gerda Bühler Maxime Erlanger             |                                       |                             |
| 1976–77                              | Não houve disputa de duplas              | Não houve disputa de duplas           | Não houve disputa de duplas |
| Herisau 1977–78 (detalhes)           | Regula Lattmann Hanspeter Müller         |                                       |                             |
| Aarau 1978–79 (detalhes)             | Regula Lattmann Hanspeter Müller         |                                       |                             |
| Berna 1979–80 (detalhes)             | Regula Lattmann Hanspeter Müller         |                                       |                             |
| Lausana 1980–81 (detalhes)           | Regula Lattmann Hanspeter Müller         |                                       |                             |
| Zurique 1981–82 (detalhes)           | Graziella Ferpozzi Marco Ferpozzi        |                                       |                             |
| Arosa 1982–83 (detalhes)             | Graziella Ferpozzi Marco Ferpozzi        |                                       |                             |
| Genebra 1983–84 (detalhes)           | Graziella Ferpozzi Marco Ferpozzi        |                                       |                             |
| Lausana 1984–85 (detalhes)           | Gaby Schuppli Markus Merz                |                                       |                             |
| Porrentruy 1985–86 (detalhes)        | Claudia Schmidlin Daniel Schmidlin       |                                       |                             |
| Berna 1986–87 (detalhes)             | Désirée Schlegel Patrik Brecht           |                                       |                             |
| Luzern 1987–88 (detalhes)            | Désirée Schlegel Patrik Brecht           |                                       |                             |
| Zurique-Oerlikon 1988–89 (detalhes)  | Diane Gerencser Bernaard Columberg       |                                       |                             |
| Lausana 1989–90 (detalhes)           | Diane Gerencser Bernaard Columberg       |                                       |                             |
| Olten 1990–91 (detalhes)             | Diane Gerencser Bernaard Columberg       |                                       |                             |
| Monthey 1991–92 (detalhes)           | Valérie Le Tensorer Jörg Kienzle         |                                       |                             |
| Berna 1992–93 (detalhes)             | Diane Gerencser Alexander Stanislavov    |                                       |                             |
| Neuchâtel 1993–94 (detalhes)         | Diane Gerencser Alexander Stanislavov    |                                       |                             |
| Davos 1994–95 (detalhes)             | Diane Gerencser Alexander Stanislavov    |                                       |                             |
| Lugano 1995–96 (detalhes)            | Cornelia Diener Alexej Pospelov          |                                       |                             |
| Grindelwald 1996–97 (detalhes)       | Título vago                              |                                       |                             |
| Schaffhausen 1997–98 (detalhes)      | Eliane Hugentobler Daniel Hugentobler    | nenhum outro competidor               | nenhum outro competidor     |
| Lausana 1998–99 (detalhes)           | Eliane Hugentobler Daniel Hugentobler    | nenhum outro competidor               | nenhum outro competidor     |
| Lugano 1999–00 (detalhes)            | Eliane Hugentobler Daniel Hugentobler    | nenhum outro competidor               | nenhum outro competidor     |
| Genebra 2000–01 (detalhes)           | Eliane Hugentobler Daniel Hugentobler    | nenhum outro competidor               | nenhum outro competidor     |
| Zurique-Oerlikon 2001–02 (detalhes)  | Eliane Hugentobler Daniel Hugentobler    | nenhum outro competidor               | nenhum outro competidor     |
| 2002–03–2003–04                      | Não houve disputa de duplas              | Não houve disputa de duplas           | Não houve disputa de duplas |
| Lausana 2004–05 (detalhes)           | Daniela Keller Fabian Keller             | Christel Savioz Jean-Philippe Mathieu | Leonie Krail Oscar Peter    |
| Biasca 2005–06 (detalhes)            | Leonie Krail Oscar Peter                 | Christel Savioz Jean-Philippe Mathieu | nenhum outro competidor     |
| Genebra 2006–07 (detalhes)           | Nora von Bergen David DeFazio            | Christel Savioz Jean-Philippe Mathieu | Leonie Krail Oscar Peter    |
| Winterthur 2007–08 (detalhes)        | Leonie Krail Oscar Peter                 | Christel Savioz Jean-Philippe Mathieu | nenhum outro competidor     |
| La Chaux-de-Fonds 2008–09 (detalhes) | Leonie Krail Oscar Peter                 | nenhum outro competidor               | nenhum outro competidor     |
| Lugano 2009–10 (detalhes)            | Ramona Elsener Florian Roost             | Leonie Krail Oscar Peter              | nenhum outro competidor     |
| Zug 2010–11 (detalhes)               | Ramona Elsener Florian Roost             | nenhum outro competidor               | nenhum outro competidor     |
| Basileia 2011–12 (detalhes)          | Ramona Elsener Florian Roost             | nenhum outro competidor               | nenhum outro competidor     |
| Genebra 2012–13 (detalhes)           | Ramona Elsener Florian Roost             | nenhum outro competidor               | nenhum outro competidor     |
| La Chaux-de-Fonds 2013–14 (detalhes) | Ramona Elsener Florian Roost             | Katarina Paice Andrea Morrone         | nenhum outro competidor     |
| Lugano 2014–15 (detalhes)            | Sandrine-Tabea Hofstetter Jérémie Flemin | Katarina Paice Yuri Yeremenko         | nenhum outro competidor     |
| Prilly 2015–16 (detalhes)            | Katarina Paice Yuri Yeremenko            | nenhum outro competidor               | nenhum outro competidor     |
| Lucerna 2016–17 (detalhes)           | Victoria Manni Carlo Röthlisberger       | Bailey Melton Darian Weiss            | nenhum outro competidor     |